# Everhard Jodokus Kannegießer
Everhard Jodokus Kannegießer (* 10. November 1708 in Brilon; † 15. Januar 1763 ebenda) war Gewerke, erster kaiserlicher Postmeister in Brilon und Bürgermeister. Als solcher wurde er in den Jahren 1750, 1752 und 1756 in Urkunden des Stadtarchivs Brilon erwähnt.

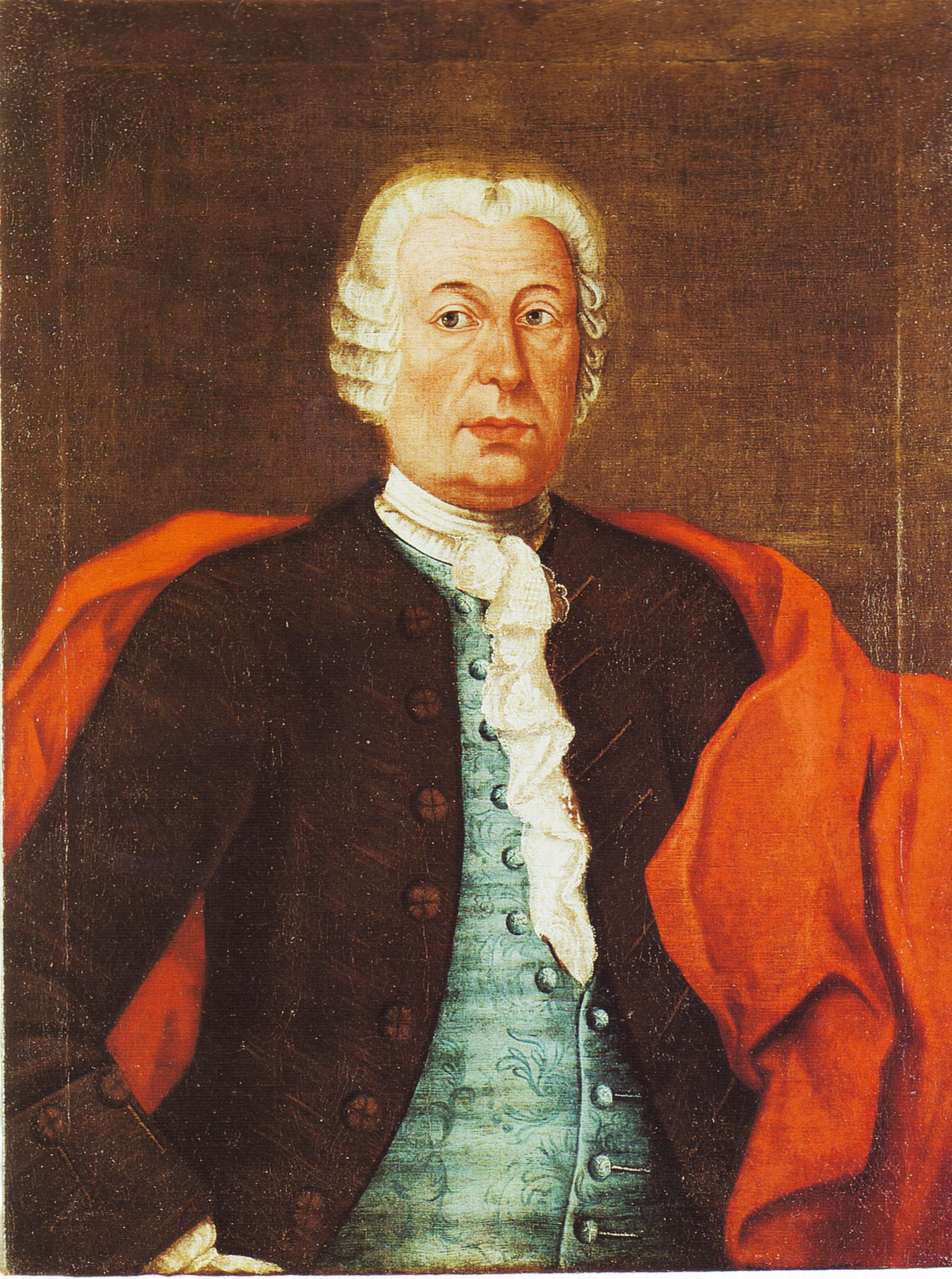
Everhard Jodokus Kannegießer

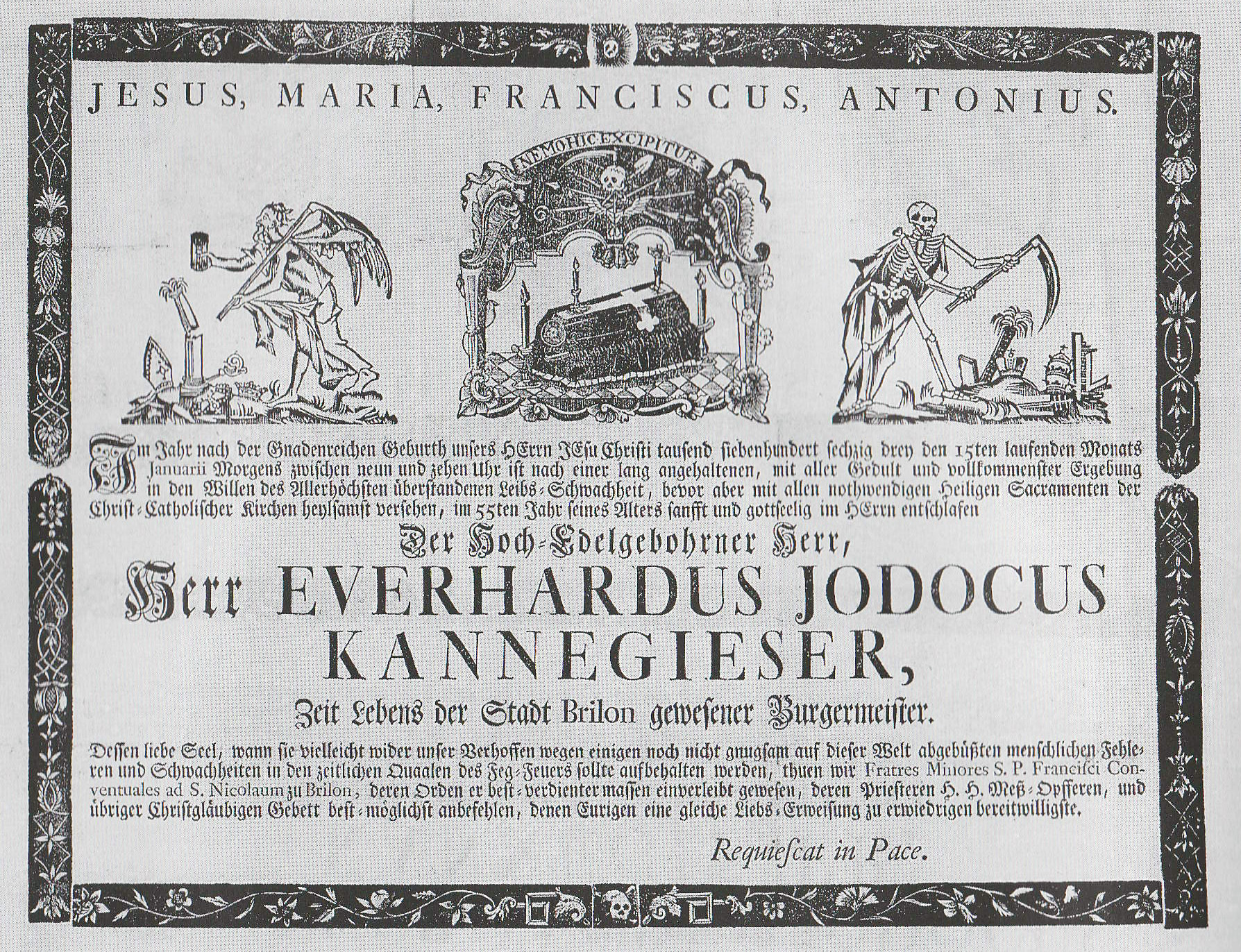
Todesanzeige mit Chronos Tod und Tumba

## Leben
Kannegießer war der Sohn des Johann Heinrich Kannegießer. Er war Bergmeister, Ratsherr und Kämmerer, sowie Postverwalter.
1727 war Kannegießer als Kornett (niedriger Offiziersrang) in einem Reiterregiment in Prag. Sein Vater ließ ihm über seinen Bruder mittels eines Wechsels 267 Taler zukommen, damit er sich Pferd und Ausrüstung beschaffen konnte. Sein neben dem Rathaus in Brilon gelegenes Wohnhaus wurde als Cornetts Haus bezeichnet.
Im Jahre 1736 heiratete er und bezahlte für seine Ehefrau Charlotta Catharina Freusberg an die Stadt ein Einzugsgeld in Höhe von 18 Talern. Zu diesem Anlass erhielt er von seinem Vater Anteile am Hammerwerk in Olsberg sowie Teile des Grundbesitzes in Brilon. Außerdem erhielt er 802 Taler. Nach dem Tode seiner Eltern im Jahre 1748 führte er zusammen seinem Schwager Kaspar Heinrich Unkraut die Unternehmen weiter.
Kannegießer war Teilhaber an verschiedenen Gewerken, ein Schacht auf dem Eisenberg wurde nach ihm Everhardsschacht benannt. Außerdem betrieb er zwei Köhlereien. Im Jahre 1753 erzielte sein Köhler Jost Wüllner insgesamt 103 Fuder Holzkohle, sein Köhler Schmidt erzielte 167 Fuder.
Am 12. Mai 1742 bat Kannegießer in einem Schreiben an Fürst Alexander Ferdinand von Thurn und Taxis um Einrichtung eines Postamtes in Brilon und wurde laut Bestallungsurkunde bereits am 21. Mai 1742 in Frankfurt vereidigt. Er erhielt das Patent als Postverwalter des Briloner Postamtes. Diese schnelle Bestallung deutet auf wichtige Fürsprecher am kaiserlichen Hof hin. Sein Vorgesetzter war der Arnsberger Postmeister Johann Wilhelm Arndts. Als Postknecht wird 1748 Joan Schickert Elmer bezeichnet.
Bei der Ratswahl im Jahre 1759 wurde er wiederum zum Bürgermeister gewählt, lehnte aber die Wahl ab. Es war die Zeit des Siebenjährigen Krieges; seit Jahren litten die Stadt Brilon und deren Einwohner unter Kontributionen, Einquartierungen, erzwungenen Lieferungen an Truppen und Durchmärschen derselben. Er wollte sich nicht zusätzlich mit der Bürde des Amtes belasten. Für die Nichtannahme der Wahl musste Kannegießer ein Strafgeld an die Stadt zahlen, der Magistrat beschloss, ihn für die Zukunft von allen städtischen Ämtern auszuschließen.
Nach seinem Tod erbten seine Witwe und sein Sohn Heinrich Petrus Kannegießer sein Vermögen und führten die Geschäfte weiter.
Er hatte eine Tochter namens Sabina, die mit dem Bürgermeister und Salinator Friedrich Anton Suren von Salzkotten verheiratet war.